# Trichosteleum trachypyxis
Trichosteleum trachypyxis là một loài rêu trong họ Sematophyllaceae. Loài này được (Müll. Hal.) Renauld & Cardot mô tả khoa học đầu tiên năm 1892.